# Рильський спортіст
«Рильський спортіст» (болг. ФК Рилски спортист) — болгарський футбольний клуб із міста Самоков. Домашні матчі команда проводить на стадіоні «Іскар», що вміщає близько 7000 глядачів. Наразі виступає в Третій аматорській лізі, третьому рівні в системі футбольних ліг Болгарії.
У своїй історії клуб має два сезони у вищому дивізіоні і 25 сезонів в другому. Він вперше брав участь в елітному чемпіонаті у сезоні 2002/2003, коли фінішував на останньому 14-му місці та понизився у класі. Друга участь відбулась в сезоні 2006/07 коли команда знову фінішувала 14-ю (цього разу з 16 команд) і знову вилетіла з найвищого дивізіону. Найкращий результат у кубку Болгарії — вихід у чвертьфінал у сезонах 1950/51 та 2001/02.

## Історія
Клуб «Рильський спортіст» виник в результаті серії реорганізацій старих місцевих клубів: «Спортклуб», «Бенковскі» і «Левскі». 13 лютого 1947 року було утворено фізкультурне товариство «Рильський спортіст» шляхом злиття «Бенковскі» і «Левскі». Два роки по тому через прийняте на загальнодержавному рівні рішення формувати добровільні спортивні товариства (ДСО) на основі галузевих профспілок він розпався на кілька таких ДСО. Основними з них були «Червено знаме», «Динамо» і «Строїтел». У 1957 році всі ДСО в Самокові були об'єднані в «ДФС Рильський спортіст». У 1985 році на його основі формується однойменний футбольний клуб, який починає розвиватися самостійно.
У сезоні 2001/02 «Рильський спортіст» зайняв перше місце в Групі Б і вперше у своїй історії отримав право брати участь у найвищій болгарській футбольній лізі. Але дебют на найвищому рівні вийшов вкрай невдалим для клубу, який зумів здобути лише одну перемогу у 26 матчах (2:0 над софійським «Локомотивом»), посів останнє місце і вилетів назад у Групу Б за підсумками сезону 2002/03.
У 2006 році «Рильський спортіст» знову переміг у Групі Б і вдруге вийшов у Групу A. Друга спроба виявилася більш успішною: команда здобула 10 перемог, але тим не менш не змогла зберегти місця в еліті болгарського футболу, відставши від рятівного 13-го місця на три очки за підсумками чемпіонату 2006/07.
Наступні три роки клуб провів у другому дивізіоні, після чого не отримав професіональну ліцензію і протягом сезону 2010/11 команда грала в обласній лізі, четвертому дивізіоні країни. Вигравши його, з сезону 2011/12 команда стала виступати в аматорській Групі B, яка з 2016 року носить назву Третя аматорська ліга.

## Історія виступів
| 2010/11                                                                                    | Обласна група «А» (IV) | 1  | 17 | 1 | 0  | 86 | 6  | 52 | не кваліфікувався |
| 2011/12                                                                                    | Група V (III)          | 3  | 21 | 5 | 10 | 66 | 29 | 68 | не кваліфікувався |
| 2012/13                                                                                    | Група V (III)          | 15 | 6  | 4 | 20 | 28 | 71 | 22 | не кваліфікувався |
| 2013/14                                                                                    | Обласна група «А» (IV) | 1  | 20 | 0 | 0  | 94 | 12 | 60 | не кваліфікувався |
| 2014/15                                                                                    | Група V (III)          | 14 | 7  | 6 | 17 | 26 | 46 | 27 | не кваліфікувався |
| 2015/16                                                                                    | Група V (III)          | 11 | 10 | 5 | 17 | 41 | 43 | 35 | не кваліфікувався |
| 2016/17                                                                                    | Третя ліга (III)       | 9  | 12 | 7 | 15 | 53 | 61 | 43 | не кваліфікувався |
| 2017/18                                                                                    | Третя ліга             | 15 | 10 | 6 | 18 | 40 | 51 | 36 | не кваліфікувався |
| Зеленим виділені сезони, в яких команда добивалася просування, червоним — в яких вилітала. |                        |    |    |   |    |    |    |    |                   |